# Günter Bernard
Günter Bernard (* 4. November 1939 in Schweinfurt) ist ein ehemaliger deutscher Fußballtorhüter. Er ist Sohn des zweifachen Nationalspielers Robert Bernard. In Oberligazeiten spielte er beim 1. FC Schweinfurt 05, in der Bundesliga gewann er mit Werder Bremen 1965 die deutsche Meisterschaft. Er stand im Aufgebot der deutschen Fußballnationalmannschaft, die 1966 in England Vizeweltmeister wurde.

## Vereinslaufbahn

### FC Schweinfurt 05, bis 1963
Günter Bernard begann seine Laufbahn 1954 als Feldspieler beim 1. FC Schweinfurt 05. Nach zwei Jahren wechselte er ins Tor und gab schon mit 18 Jahren sein Debüt in der 1. Mannschaft in der Oberliga Süd. Sein erstes Pflichtspiel in der Oberliga Süd bestritt der Nachwuchstorhüter und gelernte Maschinenbauschlosser unter Trainer Fritz Käser am 2. November 1958. Beim mit 2:3 verlorenen Heimspiel im Willy-Sachs-Stadion gegen den 1. FC Nürnberg bildete er vor 15.000 Zuschauern zusammen mit Heinz Krämer, Christof Schmitt, Rolf Grimm, Ludwig Merz und Hans Stammberger die Defensive der Grün-Weißen. Die Stammtorhüter von Schweinfurt waren aber in den ersten zwei Oberligajahren von Bernard Ernst Scheurer und Willi Geyer. Erst ab seiner dritten Saison 1960/61 konnte er die beiden Routiniers verdrängen und wurde vom DFB auch bereits in die Juniorennationalmannschaft U23 berufen. Im letzten Jahr der alten erstklassigen Oberliga, 1962/63, absolvierte Bernard alle 30 Ligaspiele im Süden und kam auch zu seinen ersten zwei Einsätzen in der A-Nationalmannschaft unter Bundestrainer Sepp Herberger. Da er sich mit Schweinfurt 05 nicht für die neugegründete Bundesliga qualifizierte, wechselte er, nachdem er auch mit dem 1. FC Nürnberg verhandelt hatte, vor der Saison 1963/64 zu Werder Bremen. Bernard hat von 1958 bis 1963 für den FC Schweinfurt 05 insgesamt 72 Oberligaspiele absolviert.
Der 1,78 m große Torhüter hatte seine Stärken in der Reaktionsfähigkeit, den Paraden im Torraum und seiner Gabe die Defensive zu dirigieren.

### SV Werder Bremen, 1963 bis 1974
Seine erste Bundesligasaison war allerdings von Verletzungspech geprägt. Auf einen Bänderriss folgte eine Meniskusoperation. Die Tragödie der Verletzungen der Werdertorhüter begann am 6. Januar 1963. In Oldenburg zog sich der Stammtorhüter Heinrich Kokartis einen dreifachen Schädelbruch zog, was später zu seinem Karriereende führte. In seinem allerersten Testspiel für Werder riss sich Bernard beim Ablösespiel für Diethelm Ferner in Bottrop den Meniskus. Der eigentliche zweite Torwart hinter Kokartis und später auch hinter Bernard war der lange Student Klaus Lambertz, den es aber auch erwischte. Er laborierte an einem schmerzhaften Brustbeinanriss und ließ sich wochenlang fit spritzen, bis es irgendwann einfach nicht mehr ging. Diese Torwartmisere machte sogar das Comeback des ehemaligen Werder-Heroen, des 38-jährigen Dragomir Ilic, nötig. Erst am 19. Spieltag feierte Bernard mit einem 2:0-Sieg über den 1. FC Kaiserslautern sein Comeback. In den nächsten Spielen machte er jedoch keine glückliche Figur. Gegen den 1. FC Köln fing er sich einen 40-Meter-Schuss ein und auch bei der 0:7-Klatsche gegen Eintracht Frankfurt gingen mehrere Treffer auf seine Kappe. Trotzdem haben die Spiele, in denen sein sachliches Torwartspiel und seine enorme Reaktionsschnelligkeit im Vordergrund standen, überwogen. Neben Bernard hatte Werder auch noch fürs erste Bundesligajahr die Spieler Diethelm Ferner, Wolfgang Bordel, Theo Klöckner und Wolfgang Schwierzke unter Vertrag genommen. Als wichtigste Personalie gilt aber im Rückblick die Verpflichtung von Trainer Willi Multhaup, der die Nachfolge des zum 1. FC Köln gewechselten Georg Knöpfle angetreten hatte.
Bei Zeigler ist über die Personalien im Spieler- wie auch im Trainerbereich folgendes notiert: „Werder hatte bei seinen Neuverpflichtungen ein absolut glückliches Händchen. Günter Bernard erwies sich als Volltreffer. Er avancierte zu einem der besten deutschen Torhüter, hütete den Werder-Kasten rund ein Jahrzehnt lang und war die Nummer 1 in der höchst respektablen Reihe von Klassetorhütern, die Werder bis heute vorweisen kann. Diethelm Ferner, ein feiner Techniker, ersetzte den scheidenden Spielmacher und Torschützen Willi Schröder. Ferner und Bernard waren die zwei wichtigsten Neuen auf dem Spielfeld. Auf der Trainerbank trat für Knöpfle der Westfale Willi 'Fischken' Multhaup an. Ein Herr im gesetzten Alter schon, Gentleman, Autorität und absoluter Fußballfachmann. Intelligent, charismatisch und seriös, immer für einen Spruch gut.“
Als Werder vor der Saison 1964/65 mit Horst-Dieter Höttges und Heinz Steinmann zwei neue Abwehrspieler verpflichtete, blieb Bernard in dieser Saison in 12 Spielen ohne Gegentor und der Mythos vom „Bremer Beton“ entstand. Auch dies war ein Grund dafür, dass Bernard, der als Einziger seiner Mannschaft alle Spiele bestritten hatte, mit Werder am letzten Spieltag gegen den 1. FC Nürnberg die Meisterschaft feiern konnte. In 30 Ligaspielen kassierte die Werder-Defensive lediglich 29 Gegentreffer, dies war 1964/65 mit Abstand der beste Wert in der Bundesliga und der Garant des Meisterschaftserfolges. Die Stammformation des frischgebackenen Deutschen Fußballmeisters war das Beste, was der Norden in den Sechzigern zu bieten hatte: Bernard; Piontek, Steinmann Jagielski, Höttges; Schütz, Lorenz; Zebrowski, Matischak, Ferner und Klöckner. In der folgenden Saison war er weiterhin ein großer Rückhalt und überzeugte auch in den vier Europapokalspielen gegen Apoel Nikosia und Partizan Belgrad. Die Saison 1968 beendete Werder Bremen dann auf einem guten zweiten Platz. In der Folgezeit war er im Verein allerdings nicht mehr unumstritten. Auf Grund seiner Körpergröße hatte Bernard immer wieder Probleme mit der Strafraumbeherrschung, glich dies aber durch ein perfektes Stellungsspiel und eine unerschütterliche Ruhe aus. So setzte er sich gegen Klaus Lambertz, Karl Loweg und Fritz Stefens durch.
Unglückliche Besetzungen der Trainerstelle waren nach dem Titelgewinn 1965 ein Mitgrund für das langsame Abgleiten in der Tabelle. Dazu kam noch, dass es auch auf Seiten der Neuverpflichtungen bei weitem nicht mehr so klappte wie im Meisterschaftsjahr 1964/65. In der langen Liste mit John Danielsen, Hugo Dausmann, Manfred Podlich, Ole Björnmose, Werner Görts, Rolf Schweighöfer, Herbert Schröder, Karl Loweg, Bernd Rupp, Horst Schaub, Bernd Schmidt, Dieter Zembski, Kurt Roder, Herbert Meyer, Ralf Faber, Fritz Stefens, Egon Coordes, Heinz-Dieter Hasebrink, Bernd Windhausen, Bernd Lorenz und Eckhard Deterding wurden nur wenige – Werner Görts war die berühmte Ausnahme und Björnmose, Rupp und Zembski zeigten bei ihren anderen Bundesligastationen ihr Können – Spieler zu Leistungsträgern und ein fester Bestandteil der nächsten Bundesligajahre von Werder Bremen.
Beim Pfostenbruch vom Bökelberg 1971 erlebte Bernard das kurioseste Spiel seiner Karriere. Nachdem er mit tollen Paraden seiner Mannschaft ein 1:1 gesichert hatte, fiel in der 88. Minute der Mönchengladbacher Herbert Laumen nach einem von Bernard gehaltenen Kopfball ins Tornetz, worauf der Holzpfosten brach und das Tor kollabierte. Weil das Tor nicht wieder aufgerichtet werden konnte, musste das Spiel abgebrochen werden und wurde später mit 2:0 für Bremen gewertet.
Nach der Verpflichtung vom Dieter Burdenski sollte Bernard eigentlich ins zweite Glied rücken, jedoch erlitt Burdenski einen Wadenbeinbruch und somit war das Können des mittlerweile 33-Jährigen wieder gefragt. Er war zu diesem Zeitpunkt der Torhüter mit den meisten Bundesligaeinsätzen.
Nach dieser Saison nahm er dann freiwillig auf der Bank Platz und wurde 1974 mit einem Abschiedsspiel gegen eine internationale Auswahl, in der Spieler wie Franz Beckenbauer, Uwe Seeler, Uli Hoeneß und Enver Marić spielten, verabschiedet. Bernard wechselte noch einmal zum Amateurligisten SV Atlas Delmenhorst und beendete dort seine aktive Karriere endgültig. Nun nahm er eine Stelle als Generalvertreter für eine Sportartikelfirma an.

## Nationalmannschaft

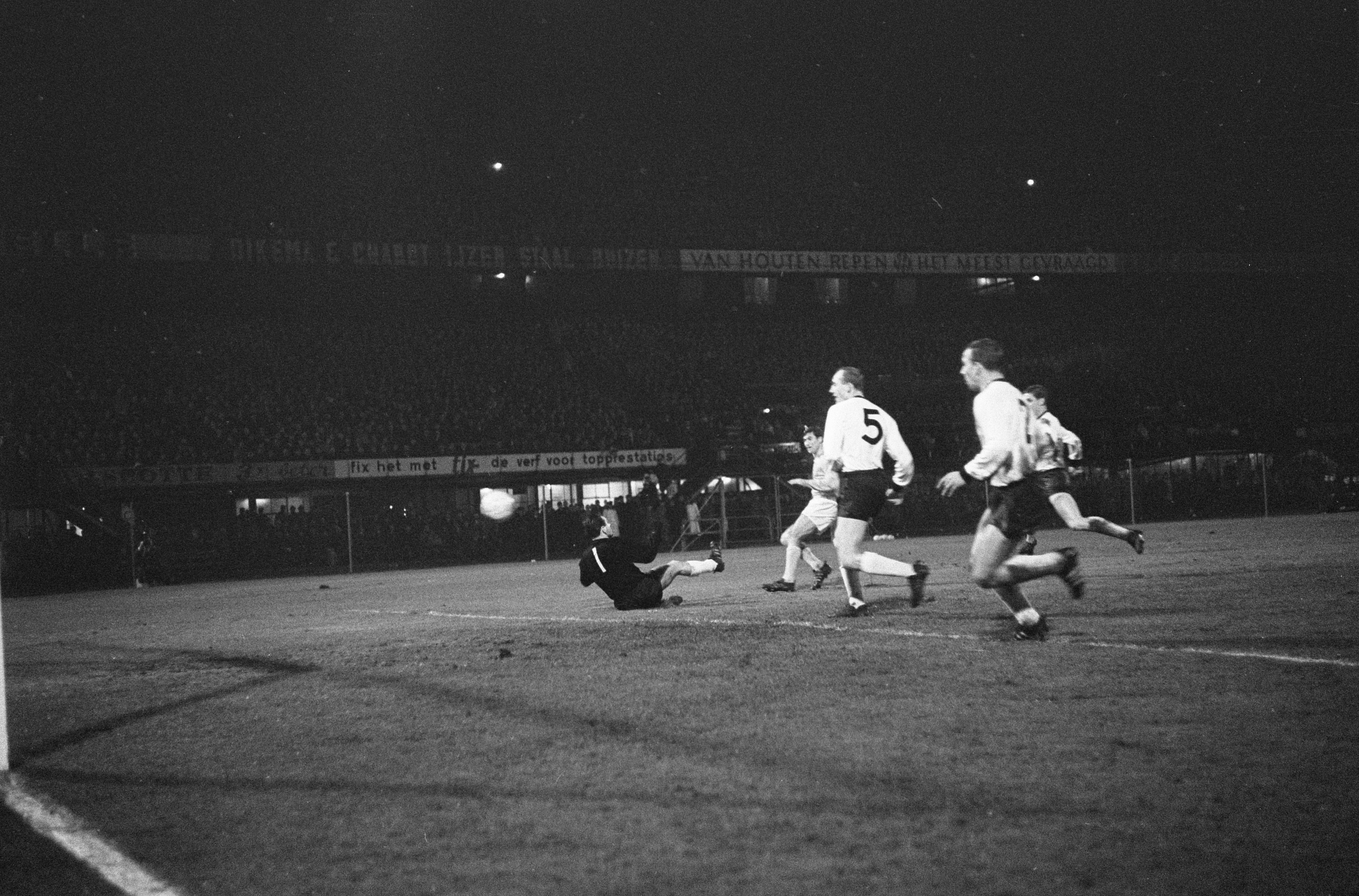
Günter Bernard kann beim Freundschaftsspiel gegen die Niederlande am 23. März 1966 in Rotterdam das Gegentor von Sjaak Swart zum zwischenzeitlichen 1:2 nicht verhindern. Endstand 2:4

Günter Bernard kam 1961 zum ersten Mal mit dem DFB in Kontakt und bestritt trotz starker Konkurrenz von Manfred Manglitz und Wolfgang Fahrian vier Länderspiele in der U 23-Nationalmannschaft; erstmals am 15. März in London bei der 1:4-Niederlage gegen die Auswahl Englands, letztmals am 6. Mai 1962 in Aachen beim 3:0-Sieg gegen die Auswahl Frankreichs. Die Spiele in der Juniorennationalmannschaft bestritt er als Torhüter von Schweinfurt 05, ebenfalls die zwei ersten Spiele in der A-Nationalmannschaft.
Sein Debüt in der A-Nationalmannschaft gab er in der 2. Halbzeit gegen die Auswahl Frankreichs am 24. Oktober 1962 vor 75.000 Zuschauern im Stuttgarter Neckarstadion, das mit 2:2 endete. Es folgte ein weiteres Spiel in diesem Jahr. Auf Grund der guten Leistungen in der Bundesliga kam er 1966 zu zwei weiteren Einsätzen, und er wurde in den deutschen Kader bei der Weltmeisterschaft 1966 berufen, blieb dort allerdings ohne Einsatz.
Nach der WM stand er dann im Schatten von Sepp Maier. Seinen letzten Länderspieleinsatz bestritt Günter Bernard am 9. Mai 1968 in Wales, als er in der 26. Minute eingewechselt wurde. Er beendete seine Karriere in der Nationalmannschaft verärgert, da er sich gegenüber Maier und Horst Wolter ungerecht behandelt fühlte.
Insgesamt machte Bernard 5 Länderspiele, saß allerdings bei fast 25 auf der Bank, somit galt er als „ewiger Reservist“. Dennoch wurde er am 30. Juli 1966 mit dem Silbernen Lorbeerblatt ausgezeichnet.

## Erfolge
Nationalmannschaft
- 1966: Vizeweltmeister

Verein
- 1965: Deutscher Meister
- 1968: Deutscher Vizemeister